# Rostelo
Rostelo é um termo botânico que designa a parte estéril da coluna que sustenta o polínário em muitas espécies de orquídeas.
O rostelo poderá assumir muitas formas, de acordo com a espécie, podendo ser um prolongamento anterior do assoalho da antera onde o caudículo se fixa no caso de haver um polinário completo. Quando o rostelo está ausente o polinário é incompleto e o assoalho da antera assume a forma de um leito em baixo relevo onde as polínias se encaixam. 
Análises ultraestruturais de orquídeas do gênero Phalaenopsis, demonstraram que o rostelo é composto por células de paredes finas, alongadas e vacuoladas. O viscídio encontra-se aderido ao rostelo .
Uma das funções do rostelo, é a produção de um uma substância adesiva responsável pela captação das massas polínicas no estigma. Atua ainda como sensor e transmissor dos efeitos mecânicos da retirada do pólen pelo polinizador ou de uma eventual polinização da flor.
Outra das funções do rostelo é funcionar como uma barreira mecânica impossibilitando o contato entre o polinário e a cavidade estigmática em uma mesma flor, evitando desta forma a autopolinização e favorecendo a polinização cruzada .